# Église Saint-Martin des Chaprais
Pour les articles homonymes, voir Église Saint-Martin.
L'église Saint-Martin des Chaprais est une église catholique située dans le quartier des Chaprais, à Besançon (Doubs). Elle est dédiée à saint Martin, apôtre des Gaules.

## Histoire
La première église bisontine dédiée à saint Martin était jadis située dans le quartier de Bregille, et aurait été fondée dès le VIe siècle. Elle fut reconstruite à plusieurs reprises et définitivement détruite lors du blocus de Besançon par l'armée autrichienne, le 2 mai 1814. Le général Marulaz, qui commandait alors la place, prit la décision très controversée de raser entièrement le quartier de Bregille ainsi que son église et le cimetière adjacent.
L' actuelle église Saint-Martin fut reconstruite à partir de 1821 sur les plans de l'architecte Denis-Philibert Lapret, au lieu-dit « le Pater », au cœur du quartier des Chaprais, près du cimetière des Chaprais qui existait déjà auparavant. Elle fut baptisée église Saint-Martin des Chaprais pour la différencier de l'ancienne église Saint-Martin de Bregille.
En 1927, pour répondre aux besoins de la population du quartier, l'agrandissement de l'église est engagé sous la direction de l'architecte Alfred Nasouski.
Jean Orchampt, futur évêque d'Angers, y fut vicaire de 1948 à 1954.

## Images

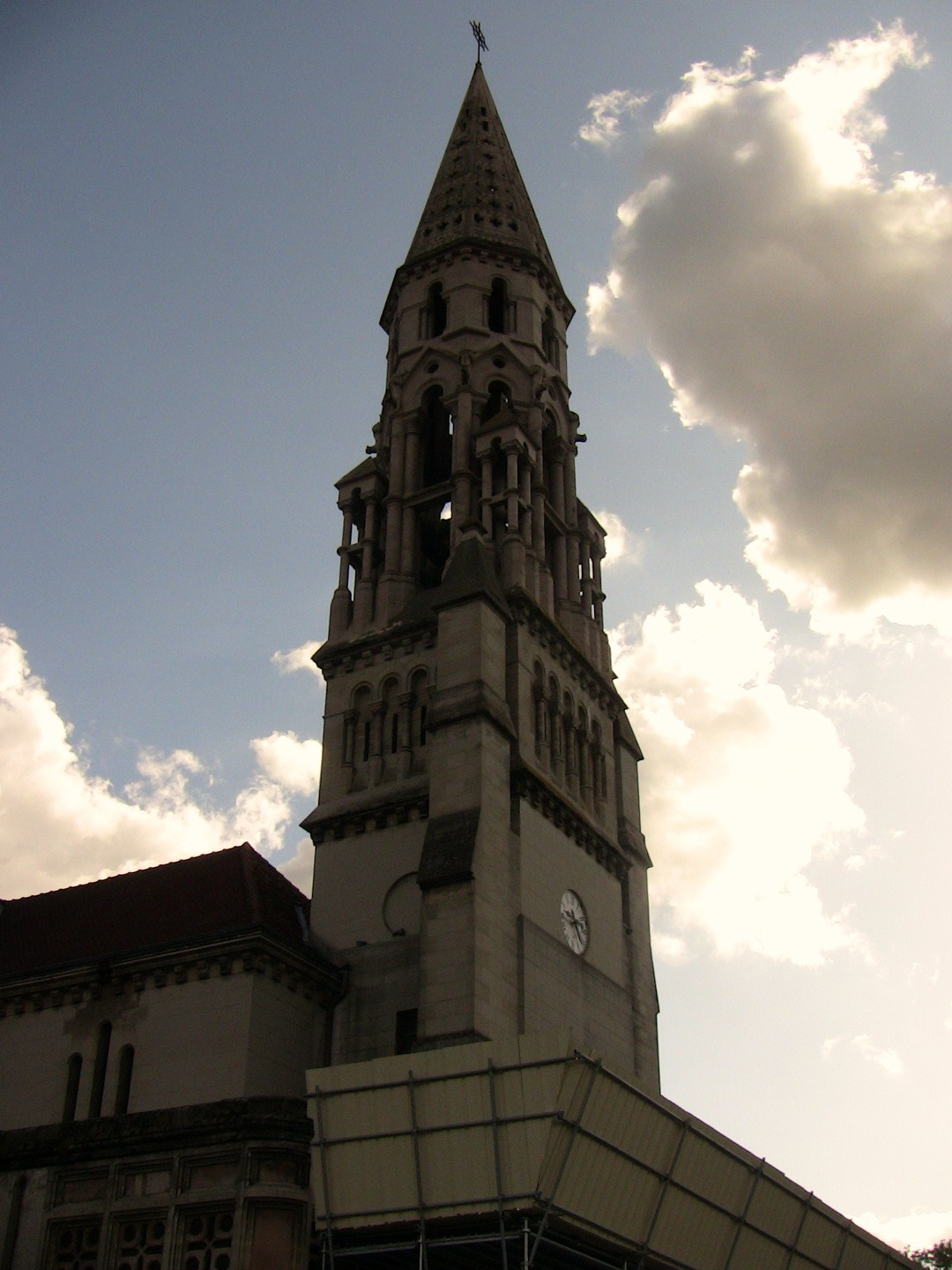
Clocher de l'église Saint-Martin.
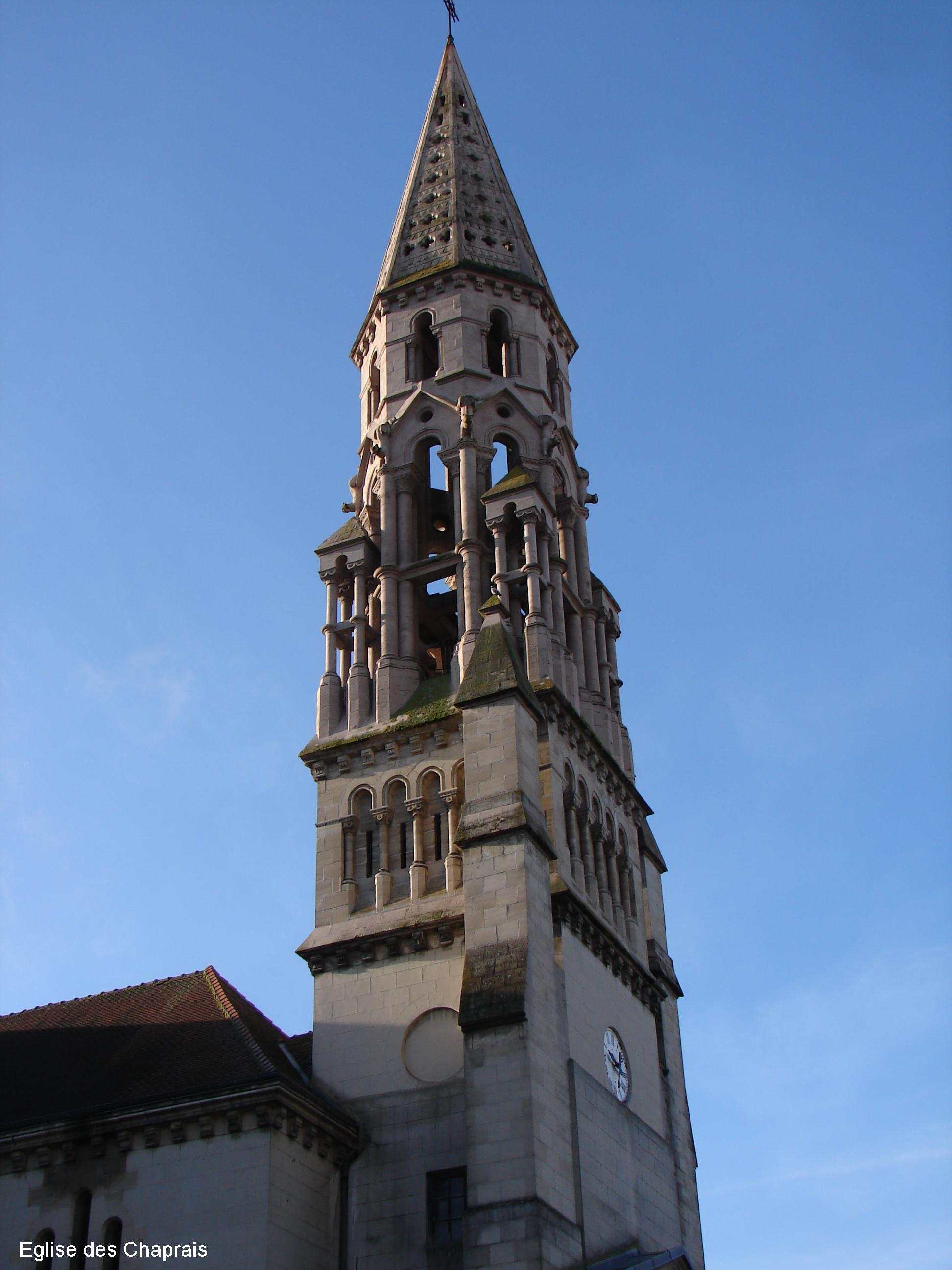
Un autre aspect du clocher.